# Freeman (Familienname)
Freeman ist ein Familienname.

## Namensträger

### A
- Al Freeman junior (1934–2012), US-amerikanischer Schauspieler und Regisseur
- Alan Freeman (Moderator) (Alan Leslie „Fluff“ Freeman; 1927–2006), australischer Hörfunkmoderator
- Alan Freeman (Wirtschaftswissenschaftler) (* 1946), britischer Wirtschaftswissenschaftler
- Alan A. Freeman (1920–1985), australischer Musikproduzent
- Alex Freeman (* 2004), US-amerikanischer Fußballspieler
- Alice Freeman Palmer (1855–1902), US-amerikanische Erzieherin
- Anna Freeman (* 1954), australische Trompeterin und Hochschullehrerin
- Antonio Freeman (* 1972), US-amerikanischer American-Football-Spieler
- Arthur J. Freeman (1930–2016), US-amerikanischer Physiker

### B
- Benson Railton Metcalf Freeman (1903–nach 1945), britischer Offizier, Deserteur und Mitglied der Waffen-SS
- Bernard Freeman (* 1973), US-amerikanischer Rapper, siehe Bun B
- Bert Freeman (1885–1955), englischer Fußballspieler
- Betty Freeman (1921–2009), US-amerikanische Fotografin und Kunstmäzenin
- Beverley Freeman, australische Masken-, Kostüm- und Szenenbildnerin
- Bobby Freeman (Politiker) (Robert Louis Freeman; 1934–2016), US-amerikanischer Politiker
- Bobby Freeman (Sänger) (Robert Thomas Freeman; 1940–2017), US-amerikanischer Sänger, Songschreiber und Produzent
- Brian Freeman (* 1963), US-amerikanischer Kriminalschriftsteller
- Bud Freeman (1906–1991), US-amerikanischer Saxophonist

### C
- Cassidy Freeman (* 1982), US-amerikanische Schauspielerin
- Castle Freeman (* 1944), US-amerikanischer Schriftsteller
- Cathy Freeman (* 1973), australische Leichtathletin
- Chapman Freeman (1832–1904), US-amerikanischer Politiker
- Charles L. Freeman (1908–2001), US-amerikanischer Filmeditor und Spezialeffektkünstler
- Chas W. Freeman (* 1943), US-amerikanischer Diplomat
- Chico Freeman (* 1949), US-amerikanischer Saxophonist
- Crispin Freeman (* 1972), US-amerikanischer Synchronsprecher
- Christopher Freeman (1921–2010), englischer Wirtschaftswissenschaftler

### D
- Daniel Freeman (Psychologe) (* 1971), US-amerikanischer Psychologe
- Daniel E. Freeman (* 1959), US-amerikanischer Musikhistoriker
- Dave Freeman (Autor) (1961–2008), US-amerikanischer Autor und Unternehmer
- Dave Freeman (1922–2005), britischer Comedy-Autor, siehe David Freeman (Drehbuchautor)
- David Freeman (Drehbuchautor) (1922–2005), britischer Drehbuchautor
- David Freeman (Musikhistoriker) (* 1939), Musikhistoriker und -händler
- David Freeman (Musiker) (* 1957), britischer Musiker
- David Freeman (Filmeditor), britischer Filmeditor
- David Freeman (Regisseur), australischer Regisseur
- David Freeman (Leichtathlet) (* 1982), puerto-ricanischer Mittelstreckenläufer
- David G. Freeman (1920–2001), US-amerikanischer Badmintonspieler
- Derek Freeman (1916–2001), neuseeländischer Anthropologe
- Derrick Freeman (1969–2025), US-amerikanisch-deutscher Basketballspieler
- Devery Freeman (1913–2005), US-amerikanischer Drehbuchautor
- Devonta Freeman (* 1992), US-amerikanischer American-Football-Spieler
- Douglas Southall Freeman (1886–1953), US-amerikanischer Journalist und Historiker

### E
- Earl Freeman (1931–1994), US-amerikanischer Jazzmusiker
- Edward Freeman (1823–1892), britischer Historiker
- Elisabeth Freeman (1876–1942), amerikanische Frauenrechtlerin
- Elizabeth Freeman (um 1742–1829), US-amerikanische Sklavin und Abolitionistin
- Emily Freeman (* 1980), britische Sprinterin
- Emma Freeman, australische Fernsehregisseurin
- Erika Freeman (* 1927), austroamerikanische Psychoanalytikerin
- Ethan Freeman (* 1959), US-amerikanischer Musicaldarsteller

### F
- Freddie Freeman (* 1989), US-amerikanischer Baseballspieler
- Freeman Freeman-Thomas, 1. Marquess of Willingdon (1866–1941), britischer Politiker, Vizekönig von Indien

### G
- Gary Freeman (Basketballspieler) (* 1948), US-amerikanischer Basketballspieler
- Gary Freeman (Bildhauer) (1937–2014), US-amerikanischer Bildhauer
- Gary Freeman (Illustrator) (* 1951), US-amerikanischer Scifi- und Fantasy-Künstler
- Gary Freeman (Rugbyspieler) (* 1962), neuseeländischer Rugbyspieler
- Gary Freeman (Szenenbildner), US-amerikanischer Szenenbildner
- Gary L. Freeman (* 1938), US-amerikanischer Biologe
- Gary R. Freeman, US-amerikanischer Wirtschaftswissenschaftler und Hochschullehrer (Northeastern State University)
- George Freeman (Musiker) (1927–2025), US-amerikanischer Jazzgitarrist und Saxophonist
- George Freeman (Politiker) (George William Freeman; * 1967), britischer Politiker (Conservative Party)
- George Fouché Freeman (1876–1930), US-amerikanischer Botaniker
- George H. Freeman, US-amerikanischer Theologe
- Georgiana Freeman (* 1956), gambische Leichtathletin
- Gordon J. Freeman, US-amerikanischer Onkologe
- Gordon R. Freeman (* 1930), kanadischer Chemiker und Archäologe
- Griffin Freeman (* 1994), US-amerikanischer Schauspieler

### H
- Helen Freeman (1932–2007), US-amerikanische Tierschützerin
- Henry Freeman (1835–1904), Fischer und Rettungsbootmann
- Herbert Freeman (1925–2020), US-amerikanischer Computeringenieur und Informatiker
- Howard Freeman († 1967), US-amerikanischer Schauspieler
- Hunter Freeman (* 1985), US-amerikanischer Fußballspieler

### J
- J. E. Freeman (James E. Freeman; 1946–2014), US-amerikanischer Schauspieler
- James Freeman (Radsportler) (1891–1951), US-amerikanischer Radsportler
- James Freeman (Theologe) (1759–1835), US-amerikanischer Theologe und Unitarier
- James Freeman (Schwimmer) (* 2001), botswanischer Schwimmer
- James C. Freeman (1820–1885), US-amerikanischer Politiker
- James Darcy Freeman  (1907–1991), australischer Kardinal und Erzbischof
- Jay Freeman (* 1981), US-amerikanischer Hacker und Software-Entwickler
- Jean Freeman (1950–2010), US-amerikanische Schwimmtrainerin
- Jeff Freeman, US-amerikanischer Filmeditor
- Jennifer Freeman (* 1985), US-amerikanische Schauspielerin
- Joan Freeman (* 1942), US-amerikanische Schauspielerin
- Joel Freeman (1922–2018), amerikanischer Filmproduzent
- John Freeman (Lyriker) (1880–1929), englischer Lyriker und Essayist
- John Freeman (Journalist) (1915–2014), britischer Politiker und Journalist
- John Freeman (Kommunist) († 1921), australischer Kommunist
- John Freeman (Diplomat) (* 1951), britischer Diplomat und Gouverneur der Turks- und Caicosinseln
- John Freeman (Schauspieler), US-amerikanischer Schauspieler und Synchronsprecher
- John Freeman-Mitford, 1. Baron Redesdale (1748–1830), britischer Politiker
- John D. Freeman († 1886), US-amerikanischer Politiker
- John H. Freeman (1944–2008), US-amerikanischer Soziologe und Organisationsforscher
- John M. Freeman (John Mark Freeman; 1933–2014), US-amerikanischer Neurologe
- Jonathan Freeman (Politiker) (1745–1808), US-amerikanischer Politiker
- Jonathan Freeman (Schauspieler) (* 1950), US-amerikanischer Schauspieler und Synchronsprecher
- Jonathan Freeman (Kameramann), kanadischer Kameramann
- Joseph Freeman (Schriftsteller) (1897–1965), US-amerikanischer Schriftsteller und Herausgeber
- Joseph Freeman (Fechter) (* 1948), US-amerikanischer Fechter
- Joseph Freeman (Mormone) (* 1952), US-amerikanischer Mormone
- Josh Freeman (* 1988), US-amerikanischer American-Football-Spieler
- Justin Freeman (* 1976), US-amerikanischer Skilangläufer

### K
- K. Todd Freeman (Kenneth Todd Freeman; * 1965), US-amerikanischer Schauspieler
- Kathleen Freeman (1923–2001), US-amerikanische Schauspielerin
- Keithroy Freeman (* 1993), Fußballspieler von St. Kitts und Nevis
- Ken Freeman (Musiker) (* 1947), britischer Komponist und Musiker
- Kenneth Freeman (* 1926), italienischer Filmregisseur und Drehbuchautor, siehe  Sergio Garrone
- Kenneth C. Freeman (* 1940), australischer Astronom
- Kieran Freeman (* 2000), schottischer Fußballspieler
- Kieron Freeman (* 1992), walisischer Fußballspieler
- Kris Freeman (* 1980), US-amerikanischer Skilangläufer

### L
- Larry Freeman (1904–1995), US-amerikanischer Psychologe
- Leonard Freeman (1920–1974), US-amerikanischer Drehbuchautor und Produzent für Film und Fernsehen
- Lois Freeman-Fox (* 1947), US-amerikanische Filmeditorin, Bildhauerin, Malerin und Hochschullehrerin
- Luke Freeman (* 1992), englischer Fußballspieler

### M
- Mace Freeman (1974/75), kanadischer American-Football- und Canadian-Football-Spieler
- Marcel Freeman (* 1960), US-amerikanischer Tennisspieler
- Martin Freeman (* 1971), britischer Schauspieler
- Mary Freeman (Schwimmerin) (* 1933), US-amerikanische Schwimmerin
- Mary Freeman-Grenville, 12. Lady Kinloss (1922–2012), britische Politikerin
- Mary Eleanor Wilkins Freeman (1852–1930), US-amerikanische Schriftstellerin
- Matt Freeman (* 1966), US-amerikanischer Musiker

- Mavis Freeman (Biochemikerin) (1907–1992), australische Biochemikerin und Bakteriologin
- Mavis Freeman (Schwimmerin) (1918–1988), amerikanische Schwimmerin
- Michael Freeman (Bobfahrer) (Roy Edward Michael Freeman; 1937–2007), britischer Bobfahrer
- Michael Freeman (Fotograf) (Michael Henry Freeman; * 1945), britischer Fotograf und Journalist
- Michelle Freeman (* 1969), jamaikanische Leichtathletin
- Mike Freeman (Musiker) (* 1959), US-amerikanischer Jazzmusiker und Komponist
- Mike Freeman (Baseballspieler) (Michael Barrett Freeman; * 1987), US-amerikanischer Baseballspieler
- Mona Freeman (1926–2014), US-amerikanische Schauspielerin
- Monroe H. Freeman (1928/1929–2015), US-amerikanischer Jurist und Rechtsethiker
- Morgan Freeman (* 1937), US-amerikanischer Schauspieler
- Morgan J. Freeman (* 1969), US-amerikanischer Regisseur
- Muriel Freeman (1897–1980), britische Fechterin

### N
- Nathaniel Freeman (Mediziner) (1741–1827), US-amerikanischer Mediziner und Jurist
- Nathaniel Freeman junior (1766–1800), US-amerikanischer Politiker
- Noel Freeman (* 1938), australischer Leichtathlet
- Norman Freeman (1931–2021), US-amerikanischer Regattasegler

### O
- Octavious Freeman (* 1992), US-amerikanische Leichtathletin
- Orville Freeman (1918–2003), US-amerikanischer Politiker

### P
- Paul Freeman (Biologe) (1916–2010), britischer Entomologe
- Paul Freeman (Dirigent) (1936–2015), US-amerikanischer Dirigent
- Paul Freeman (Schauspieler) (* 1943), britischer Schauspieler
- Paul Freeman (Schriftsteller) (* 1963), britischer Schriftsteller und Journalist
- Paul L. Freeman, Jr. (1907–1988), US-amerikanischer General

### R
- Ralph Freeman (Ingenieur, 1880) (1880–1950), englischer Ingenieur und Tragwerksplaner
- Ralph Freeman (Ingenieur, 1911) (1911–1998), britischer Ingenieur und Brückenbauer
- Ramón Díaz Freeman (1901–1976), dominikanischer Musiker und Komponist
- Ray Freeman (Fußballspieler, 1918) (1918–1985), englischer Fußballspieler
- Ray Freeman (Fußballspieler, 1944) (1944–2019), englischer Fußballspieler und -trainer
- Ray Freeman (Chemiker) (1932–2022), britischer Chemiker
- Reggie Freeman (* 1975), US-amerikanischer Basketballspieler
- Richard Freeman (Lordkanzler) (1645/1646–1710), englischer Richter und Lordkanzler von Irland
- Richard Austin Freeman (1862–1943), britischer Schriftsteller
- Richard B. Freeman (* 1943), US-amerikanischer Wirtschaftswissenschaftler
- Richard P. Freeman (1869–1944), US-amerikanischer Politiker
- Robert Freeman (Fotograf) (1936–2019), britischer Fotograf, Grafikdesigner und Filmschaffender
- Robert Freeman (Filmeditor), Filmeditor
- Roger Freeman, Baron Freeman (1942–2025), britischer Politiker
- Roger Freeman (Rennfahrer) (1951–2003), britischer Rallyefahrer
- Roger Adolf Freeman (1904–1991), austroamerikanischer Ökonom
- Roger A. Freeman (1928–2005), britischer Militärhistoriker (Roger Anthony)
- Roger Matthew Freeman (* 1966), US-amerikanischer Bassgitarrist und Sänger, siehe Matt Freeman
- Ron Freeman (* 1947), US-amerikanischer Leichtathlet
- Ross Freeman (1944–1989), US-amerikanischer Physiker
- Russ Freeman (Pianist) (1926–2002), US-amerikanischer Jazzpianist
- Russ Freeman (Gitarrist) (* 1960), US-amerikanischer Musiker, Gründer der Band The Rippingtons

### S
- Sarah Freeman (Schauspielerin) (* 1986), US-amerikanische Schauspielerin
- Sarah Freeman (Skirennläuferin) (* 1992), kanadische Skirennläuferin
- Séamus Freeman (1944–2022), irischer Ordensgeistlicher, Bischof von Ossory
- Sharon Freeman, US-amerikanische Hornistin und Arrangeurin
- Stan Freeman (1920–2001), US-amerikanischer Pianist und Arrangeur
- Stuart Freeman (* 1954), britischer Hörfunkmoderator

### T
- Theodore Freeman (1930–1964), US-amerikanischer Astronaut
- Thomas Freeman (Kapitän), englischer Walfänger-Kapitän
- Thomas Birch Freeman (1809–1890), britischer Missionar
- Thomas S. Freeman (* 1959), britischer Historiker
- Thomas W. Freeman (1824–1865), US-amerikanischer Politiker
- Tommy Freeman (Boxer) (1904–1986), US-amerikanischer Boxer
- Tommy Freeman (Rugbyspieler) (* 2001), englischer Rugby-Union-Spieler
- Tyler Freeman (* 2003), US-amerikanischer Fußballspieler

### V
- Vernon Freeman (* 1953), US-amerikanischer Basketballspieler
- Von Freeman (1923–2012), US-amerikanischer Saxophonist

### W
- Wally Freeman (1893–1987), britischer Langstreckenläufer
- Walter Freeman (Walter Jackson Freeman II; 1895–1972), US-amerikanischer Psychiater
- Walter Jackson Freeman III (1927–2016), US-amerikanischer Neurowissenschaftler

### Y
- Y. Frank Freeman (1890–1969), US-amerikanischer Filmproduzent und Kinomanager
- Yvette Freeman (* 1957), US-amerikanische Schauspielerin

### Z
- Zach Freeman (* 1985), US-amerikanischer Basketballspieler

### Fiktive Personen
- Gordon Freeman, Computerspielfigur der Serie Half-Life